# Вурц, Александр
Алекса́ндр Вурц (нем. Alexander Wurz; 15 февраля 1974, Вайдхофен, Австрия) — австрийский автогонщик, пилот Формулы-1, выступавший за команду Toyota Racing в чемпионате мира по автогонкам на выносливость. Победитель 24 часов Ле-Мана в 1996 и 2009.

## Карьера
Спортивную карьеру начинал с гонок на горном велосипеде. В 1986 году выиграл чемпионат мира, в 1988 году — чемпионат Австрии.
В том же году пересел за руль карта. Вице-чемпион Австрии по картингу 1989 года. В 1991—1992 гг. выступал в Формуле-Форд 1600: чемпион Австрии и Германии, обладатель международного Кубка 1992 г. В 1993—1995 гг. — в Формуле-3: чемпион Австрии 1993 г., вице-чемпион Германии 1994 г. В 1996 г. участвовал в гонках спортпрототипов и чемпионате ITC. Двукратный победитель гонки «24 часа Ле-Мана» (1996, 2009 гг.), победитель гонки «12 часов Себринга» 2010 года.

### Формула-1
В 1997 г. стал тест-пилотом команды Benetton. В том же году на Гран-при Канады дебютировал в Формуле-1. В 1997—2000 гг. выступал в Формуле-1 за Benetton. Лучший результат в чемпионатах мира — 8-е место в 1998 году.

#### 2007 год
В своём последнем сезоне в Формуле-1 Вурц выступал за команду Williams, трижды попадал в очковую зону и один раз попал на подиум. По итогам чемпионата занял 11-е место.

## Результаты выступлений в Формуле-1

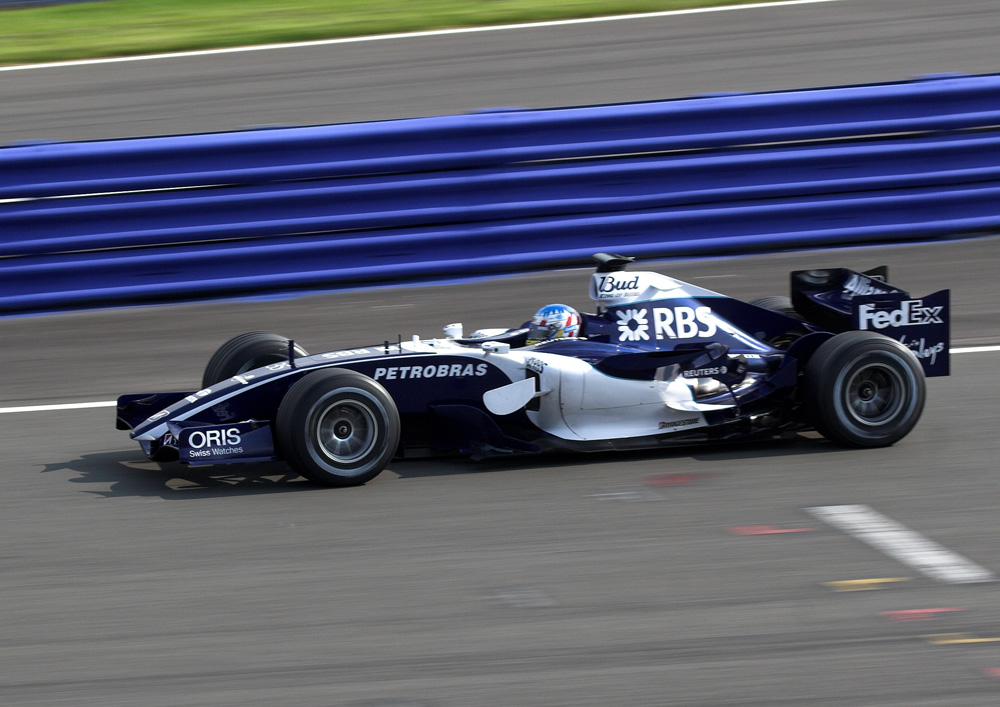
Вурц тестирует Williams FW28 в Сильверстоуне.

| Легенда к таблице |                                                                    |
| --- | ------------------------------------------------------------------ |
| В таблице перечислены результаты всех Гран-при Формулы-1, в которых принимал участие гонщик. Строками таблицы являются сезоны, столбцами — этапы чемпионата мира. В каждой клетке указаны сокращённое название этапа и результат, дополнительно обозначенный цветом. Расшифровка обозначений и цветов представлена в нижеследующей таблице. |                                                                    |
| \| Пример \| Описание \| \| ------------ \| ------------------------------------------------------------------ \| \| 1 \| Победитель \| \| 2 \| Второе место \| \| 3 \| Третье место \| \| 5 \| Финишировал, заработав очки \| \| Сход \| Не финишировал, но при этом заработал очки \| \| 12 \| Финишировал, не получив очков \| \| НКЛ \| Финишировал, но не попал в финальную классификацию \| \| 15 \| Участвовал вне зачёта, либо по отдельной классификации \| \| 18 \| Не финишировал, но попал в финальную классификацию \| \| Сход \| Не финишировал \| \| НКВ \| Не прошёл квалификацию \| \| НПКВ \| Не прошёл предквалификацию \| \| ДСК \| Дисквалифицирован \| \| ИСК \| Исключён из протокола соревнований \| \| ТТ \| Заявлен для участия только в тренировках \| \| НС \| Участвовал в квалификации, но не стартовал в гонке \| \| Т \| Травмирован или болен \| \| ОТК \| Отказ от участия \| \| НТР \| Прибыл на соревнования, но на трассу не выезжал \| \| НПР \| Был заявлен в числе участников, но не прибыл к началу соревнований \| \| О \| Соревнования отменены \| \| \| Не участвовал \| \| Поул-позиция \| \| \| Быстрый круг \| \| |                                                                    |
| Пример | Описание                                                           |
| 1 | Победитель                                                         |
| 2 | Второе место                                                       |
| 3 | Третье место                                                       |
| 5 | Финишировал, заработав очки                                        |
| Сход | Не финишировал, но при этом заработал очки                         |
| 12 | Финишировал, не получив очков                                      |
| НКЛ | Финишировал, но не попал в финальную классификацию                 |
| 15 | Участвовал вне зачёта, либо по отдельной классификации             |
| 18 | Не финишировал, но попал в финальную классификацию                 |
| Сход | Не финишировал                                                     |
| НКВ | Не прошёл квалификацию                                             |
| НПКВ | Не прошёл предквалификацию                                         |
| ДСК | Дисквалифицирован                                                  |
| ИСК | Исключён из протокола соревнований                                 |
| ТТ | Заявлен для участия только в тренировках                           |
| НС | Участвовал в квалификации, но не стартовал в гонке                 |
| Т | Травмирован или болен                                              |
| ОТК | Отказ от участия                                                   |
| НТР | Прибыл на соревнования, но на трассу не выезжал                    |
| НПР | Был заявлен в числе участников, но не прибыл к началу соревнований |
| О | Соревнования отменены                                              |
| | Не участвовал                                                      |
| Поул-позиция |                                                                    |
| Быстрый круг |                                                                    |

| Сезон | Команда               | Шасси          | Двигатель                | Ш | 1        | 2        | 3        | 4        | 5      | 6        | 7        | 8        | 9        | 10     | 11       | 12     | 13       | 14       | 15       | 16       | 17    | 18  | 19  | Место | Очки |
| ----- | --------------------- | -------------- | ------------------------ | - | -------- | -------- | -------- | -------- | ------ | -------- | -------- | -------- | -------- | ------ | -------- | ------ | -------- | -------- | -------- | -------- | ----- | --- | --- | ----- | ---- |
| 1997  | Benetton              | B197           | Renault RS9 3,0 V10      | G | АВС      | БРА      | АРГ      | САН      | МОН    | ИСП      | КАН Сход | ФРА Сход | ВЕЛ 3    | ГЕР    | ВЕН      | БЕЛ    | ИТА      | АВТ      | ЛЮК      | ЯПО      | ЕВР   |     |     | 14    | 4    |
| 1998  | Benetton              | B198           | Playlife GC37-01 3,0 V10 | B | АВС 7    | БРА 4    | АРГ 4    | САН Сход | ИСП 4  | МОН Сход | КАН 4    | ФРА 5    | ВЕЛ 4    | АВТ 9  | ГЕР 11   | ВЕН 16 | БЕЛ Сход | ИТА Сход | ЛЮК 7    | ЯПО 9    |       |     |     | 8     | 17   |
| 1999  | Benetton              | B199           | Playlife FB01 3,0 V10    | B | АВС Сход | БРА 7    | САН Сход | МОН 6    | ИСП 10 | КАН Сход | ФРА Сход | ВЕЛ 10   | АВТ 5    | ГЕР 7  | ВЕН 7    | БЕЛ 14 | ИТА Сход | ЕВР Сход | МАЛ 8    | ЯПО 10   |       |     |     | 13    | 3    |
| 2000  | Benetton              | B200           | Playlife FB02 3,0 V10    | B | АВС 7    | БРА Сход | САН 9    | ВЕЛ 9    | ИСП 10 | ЕВР 12   | МОН Сход | КАН 9    | ФРА Сход | АВТ 10 | ГЕР Сход | ВЕН 11 | БЕЛ 13   | ИТА 5    | США 10   | ЯПО Сход | МАЛ 7 |     |     | 15    | 2    |
| 2005  | West McLaren Mercedes | McLaren MP4-20 | Mercedes FO110R 3,0 V10  | M | АВС      | МАЛ      | БАХ      | САН 3    | ИСП    | МОН      | ЕВР      | КАН      | США      | ФРА    | ВЕЛ      | ГЕР    | ВЕН      | ТУР      | ИТА      | БЕЛ      | БРА   | ЯПО | КИТ | 17    | 6    |
| 2007  | AT&T WilliamsF1 Team  | Williams FW29  | Toyota RVX-07 2,4 V8     | B | АВС Сход | МАЛ 9    | БАХ 11   | ИСП Сход | МОН 7  | КАН 3    | США 10   | ФРА 14   | ВЕЛ 13   | ЕВР 4  | ВЕН 14   | ТУР 11 | ИТА 13   | БЕЛ Сход | ЯПО Сход | КИТ 12   | БРА   |     |     | 11    | 13   |